# العموديه
العمودية تعنى الحكم داخل القرية ويكون الحاكم اسمه العمدة وتسميه العمدة جاءت في أواخر القرن التاسع عشر وقبل ذلك كان يسمى شيخ البلد وكان المسئول عن حفظ الأمن والنظام داخل القريه وومثل للحاكم داخل القريه وكانت الحكومه تولى ذلك المنصب لفرد من العائلات ذات النفوذ والوضع الاجتماعى حتى يتمكن من حماية النظام وانفاذ الاوامر وازدادت نفوذ الشيوخ داخل القرى وتملكوا مساحات واسعه من الاراضى وكان ممن تولى منصب شيخ البلد الشيخ بغدادي اباظة من ال اباظة بالشرقية والشيخ محمد الخولى من ال الخولى ببي سويف وال ريان بالسوالم بابنوب اسيوط وال حمادي ببلصفورة بسوهاج والشيخ قنديل من ال محمد بالعقال بالبداري باسيوط والسليني بساحل سليم باسيوط وال عايد بدوير عايد بصدفا باسيوط وتغير المسمى وظهر مسمى العمده ليكون الاسم الجديد للحاكم داخل القريه جتى قامت ثوره يوليو 1952 وقضت على مظاهر الاقطاع داخل القرى